# Reisskofel
Reisskofel är ett berg i Österrike.   Det ligger i distriktet Spittal an der Drau och förbundslandet Kärnten, i den centrala delen av landet, 300 km sydväst om huvudstaden Wien. Toppen på Reisskofel är 2 371 meter över havet.
Terrängen runt Reisskofel är huvudsakligen bergig. Närmaste större samhälle är Hermagor, 17,8 km öster om Reisskofel. 
I omgivningarna runt Reisskofel växer i huvudsak blandskog. Runt Reisskofel är det ganska glesbefolkat, med 24 invånare per kvadratkilometer.